# Stefan Batory
Stefan Batory (tiếng Hungary: Báthory István; tiếng Ba Lan: Stefan Batory; tiếng Litva: Steponas Batoras; 27 tháng 9 năm 1533 – 12 tháng 12 năm 1586) là Thân vương xứ Transilvania (1571-1586), và về sau là vua Ba Lan (1576-1586) và Đại vương công Lietuva (1576-15860), đồng trị cùng vợ là nữ vương Anna Jagiellonka. 

## Tiểu sử
|  |

Ông là một thành viên của nhánh Somlyo của nhà Batory. Nhiều nhà sử gia xem ông là một trong những vị vua Ba Lan được bầu lên vĩ đại nhất. Ông là con trai út của Stefan Batory với mẹ là bà Catherine Telegdi. Gia đình ông có 8 anh chị em ruột: Nicholas, Catharine, Andrew (chết năm 1563), Sophia, Anna (? –1570), Elizabeth (? –1562), Christopher (1530–1581), Stefan (1533–1586).
Ít tư liệu nói về tuổi thơ của Stefan. Khoảng 1549-1550, ông đã tới thăm Ý một thời gian ngắn và có lẽ đã dành một vài tháng để đi học tại Đại học Padua. Trở về nước, ông gia nhập quân đội dưới quyền của Ferdinand I của Thánh chế La Mã để chống Đế quốc Ottoman. Trong chiến đấu, Stefan bị người Ottoman bắt giam và không được Hoàng đế Ferdinand I chuộc về. Được thả ra, ông gia nhập phe đối lập của vua Hungary János Szapolyai trong cuộc đấu tranh giành quyền lực ở Vương quốc Đông Hungary và đã tỏ ra là một nhà chỉ huy quân sự tài giỏi. Trên đường đi sứ sang Vienna, ông bị Hoàng đế Ferdianand bắt giam 2 năm. Trở về nước, ông được viên quý tộc cao quý Hungary, Gáspár Bekes hậu thuẫn hết mình cho việc kế ngôi trong tương lai.
Sau cái chết của Zápolya vào năm 1571, Stefan Báthory được cử làm vương công của Transylvania. Gáspár Bekes được Hoàng đế Ferdinand I hậu thuẫn đã tìm cách cướp ngôi nhưng thất bại. Ông sau đó đã cố gắng để cho Ottoman và Đế quốc La Mã Thánh chống lại nhau trong một nỗ lực để tăng cường vị trí của Transylvania

## Cuộc bầu cử cho ngai vàng
Năm 1572, ngai vàng của Thịnh vượng chung Ba Lan - Lietuva đã bị bỏ trống khi Vua Zygmunt II của Ba Lan qua đời mà không có người thừa kế. Nghị viện họp và quyết định bầu vua Henri III của Pháp làm quốc vương Ba Lan vào năm 1573. Mãi đến khi ở nước Pháp, vua anh là Charles IX của Pháp vừa qua đời thì Henri rời ngôi vua Ba Lan về Pháp, Stefan Batory quyết định ứng cử cho ngôi vua Ba Lan. Stefan nhanh chóng đánh tan hoàn toàn địch thủ Gáspár Bekes ở trận Sinpaul, loại luôn kẻ đang tranh ngôi vua Ba Lan-Litva
Vào ngày 12 tháng 12 năm 1575, sau hơn một năm rưỡi họp hành thì Tể tướng của Ba Lan Jakub Uchański, đại diện cho một phe ủng hộ Habsburg, tuyên bố Maximilian II làm vua mới. Tuy nhiên, thủ tướng Jan Zamoyski và các đối thủ khác của Habsburgs đã thuyết phục nhiều người quý tộc nên đề cử một người theo dòng họ Piast lên ngôi vua Ba Lan. Sau nhiều cuộc thảo luận dữ dội, cuối cùng Nghị viện quyết định bầu Anna Jagiellonka làm Nữ hoàng Ba Lan và Nữ Đại công tước Litva vào ngày 13 tháng 12 năm 1575. Tháng 1/1576, Stefan giao quyền lãnh đạo công quốc Transylvania cho anh trai là Christopher Báthory và rời đi tới Ba Lan. Ngày 1 tháng 5 năm 1576 Stefan cưới Anna và được phong hai vương hiệu Vua Ba Lan và Đại công tước Litva (de facto King consort).

## Thiết lập quyền lực
Vị trí của Stefan Bátory lúc đầu vô cùng khó khăn do một số quý tộc phản đối kết quả bầu cử Nghị viện năm 1575. Hoàng đế Maximilian II tăng cường phá rối nội bộ triều đình và chuẩn bị hoạt động quân sự chống lại Báthory, đại diện của Công quốc Litva từ chối ngôi vị của ông và đòi nộp hết tiền bạc và tài sản của vơ mình vào ngân sách của Litva và được Bátory chấp thuận. Ông chính thức được công nhận là Công tước vĩ đại của Lithuania (Litva), Công tước Ruthenia và Samogitia vào tháng 6/1576.
Giải quyết xong vấn đề Litva, Stefan Batory lại phải đối phó với một vấn đề tương tự khi tuyển hầu Phổ là Albrecht Friedrich từ chối ngôi vị của mình. Cái chết đột ngột của Maximilian cải thiện tình hình cho Stefan Báthory, nhưng thành phố Danzig (Gdańsk) vẫn từ chối công nhận cuộc bầu cử. Tiếp theo, Liên minh Hanse do sự xúi giục của Hoàng đế La Mã thần thánh cũng từ chối luôn ngôi vị của Batory và công khai ủng hộ Maximilian II của Thánh chế La Mã lên ngôi. Xung đột kết quả được gọi là cuộc nổi loạn Danzig, tuy nhiên cuộc nổi loạn đã nhanh chóng bị lực lượng Báthory đánh bại. Để tránh chiến tranh có thể xảy ra nữa, Batory quyết định hòa hoãn, chấp nhận một số điều kiện của Danzig để được đường hoàng lên ngôi vua hợp pháp. Tháng 2 năm 1578, ông thừa nhận George Frederick là người cai trị Công quốc Prussia

## Cai trị
Sau khi đảm bảo quyền kiểm soát khối Thịnh vượng chung, Báthory tăng cường quyền lực của mình dưới sự phò tá của Tể tướng Jan Zamoyski, người sẽ sớm trở thành một trong những cố vấn đáng tin cậy nhất của nhà vua. Báthory (Batory) tái tổ chức tư pháp bằng cách thành lập các tòa án pháp lý (Tòa án Hoàng gia năm 1578 và Toà án Lithuania năm 1581). Trong khi quyền lực của vua vẫn còn bị hạn chế bởi Nghị viện, Nghị viện đã cho phép nhà vua cải cách quân đội, bao gồm việc thành lập wechbraniecka piechota, một bộ binh gồm có nông dân. Báthory hiện đại hóa quân đội theo mô hình của công quốc Transylvania. Ông cũng thành lập Học viện Vilnius, trường đại học thứ ba trong Khối thịnh vượng chung, biến một trường đại học dòng Tên thành một trường đại học lớn. Ông thành lập một số trường cao đẳng dòng Tên khác, và tích cực tuyên truyền Công giáo, đồng thời tôn trọng chính sách thịnh vượng chung của quốc gia, ban hành một số nghị định bảo vệ người Do Thái Ba Lan và chống lại bất kỳ bạo lực tôn giáo nào.
Trong quan hệ đối ngoại, Báthory thi hành chính sách đối ngoại hòa bình. Mặc dù không ưa gì họ Habsburg, nhưng quốc vương Stefan Batory duy trì quan hệ tốt đẹp của khối Thịnh vượng chung với người láng giềng phương Tây của mình, mối quan hệ này sẽ còn được người kế vị Hoàng đế là Rudolf II của Thánh chế La Mã tiếp tục. Một số cuộc khởi nghĩa của nông dân ở biên giới phía đông nam Đế quốc Ottoman đã nhanh chóng bị Batory dập tắt ngay vì không muốn có xung đột biên giới Khối thịnh vượng chung - Đế quốc Ottoman. Quốc vương cũng đề nghị Nghị viện Ba Lan cấp cho một khoản kinh phí để chuẩn bị một cuộc chiến không thể tránh khỏi với Sa hoàng Ivan IV của Nga của nước Nga Sa hoàng.
Với quê hương Hungaria, quốc vương được sự giúp đỡ của một số cố vấn người Hung đã chuẩn bị kế hoạch tái thiết quê hương, nhưng tình hình quốc tế không thuận lợi đã không cho phép ông có ý định thúc đẩy bất kỳ kế hoạch phát triển quê hương. Ngoài tiếng Hungary, ông còn thông thạo tiếng Latin, và nói tiếng Ý và tiếng Đức; ông chưa bao giờ học tiếng Ba Lan.
Quốc vương Stefan Batory được mô tả là người sống tiết kiệm, chỉ ham săn bắn trong lúc rảnh rỗi.

## Chiến tranh với Nga
Trước khi Báthory được bầu lên ngai vàng của Khối thịnh vượng chung, Sa hoàng Ivan IV của Nga khởi động các chiến dịch nhằm đánh chiếm vùng đất Livonia vốn là đất của Khối thịnh vượng chung. Năm 1577, quân đội của Ivan IV đã tiến công và đánh chiếm hầu hết lãnh thổ Livonia, nhưng đến năm 1578 quốc vương Batory dẫn quân bất ngờ phản công quyết liệt và đã đẩy lui quân xâm lược, sáp nhập Polotsk vào năm 1579 và Velikiye Luki năm 1580 vào Khối thịnh vượng chung.
Năm 1581, Stefan Batory xâm nhập một lần nữa vào Nga và đến ngày 22 tháng 8, quân của ông đã vây hãm thành phố Pskov. Trong khi thành phố đang kháng cự quyết liệt, Sa hoàng Nga bất ngờ mở các cuộc đàm phán và kết thúc bằng Hiệp ước Jam Zapolski vào ngày 15 tháng 1 năm 1582. Hiệp ước này có lợi cho khối Thịnh vượng chung, khi Ivan nhượng lại Polatsk, Veliz và hầu hết Công tước xứ Livonia để đổi lấy Velikiye Luki và Nevel.

## Những năm cuối
Năm 1584, Báthory cho phép Zamoyski thi hành việc tử hình viên quý tộc Samuel Zborowski vì tội phản quốc. Cuộc xung đột chính trị giữa Báthory và gia đình Zborowski, thực chất là cuộc đụng độ giữa nhà vua và giới quý tộc, sẽ là một cuộc tranh cãi chính trị lặp đi lặp lại trong nội bộ chính trị Ba Lan trong nhiều năm tiếp sau. Đối với bên ngoài, quốc vương dự tính sẽ tấn công tiếp nước Nga một lần nữa nhưng Nghị viện từ chối việc cấp tiền cho cuộc chiến.
Sức khỏe của Báthory đã giảm trong nhiều năm. Ông qua đời vào ngày 12 tháng 12 năm 1586 mà không có con hợp pháp sống sót. Ngay khi ông băng hà, Nghị viện họp và bầu con trai của Hoàng đế Maximilian II của Thánh chế La Mã là Đại công tước Áo Maximillan II lên kế vị. Thế nhưng, tân vương chưa kịp đăng quang thì bị hoàng tử Sigismund Vasa của Thụy Điển chống lại và đánh bại ông ta tại trận Byczyna. Thắng trận, Sigismund buộc Nghị viện bầu mình lên làm vua, hiệu Zygmunt III Waza